# Ecclisocosmoecus scylla
Ecclisocosmoecus scylla là một loài Trichoptera trong họ Limnephilidae. Chúng phân bố ở miền Tân bắc.